# Ávato Tecnologia
Ávato Tecnologia é uma empresa brasileira de telecomunicações focada no mercado B2B, pertencente ao grupo Brasil TecPar. A empresa foi fundada em 1995, em São Borja, Rio Grande do Sul, por Gustavo Pozzebon Stock e Magnum Mello Foletto, inicialmente como provedora de internet discada. Atualmente, a Ávato atende empresas em todos os estados do Brasil.

## Histórico
A Ávato Tecnologia iniciou suas operações em 1995 como um provedor de acesso à internet discada, atendendo principalmente a região do interior do Rio Grande do Sul. Com o tempo, expandiu suas operações para todo o estado e, posteriormente, para outras regiões do Brasil. Atualmente, a empresa possui mais de 6.500 clientes em diversos segmentos, incluindo pequenas e médias empresas, grandes corporações, governo e mercado atacadista.

## Serviços
A empresa oferece serviços de conectividade e infraestrutura de TI, com foco em alta disponibilidade, redução de custos, aumento da produtividade e minimização de falhas. A empresa possui uma longa trajetória no setor, acumulando experiência desde os tempos da internet discada até a atual demanda por internet de alta velocidade.
A infraestrutura da Ávato inclui mais de 20.000 km de backbone, seis data centers (um deles certificado com o selo ISO 27001) e uma rede própria de mais de 10.000 km.